# Bernie Paul
Bernie Paul (eigentlich Bernhard Paul Vonficht, * 12. Februar 1950 in Schweinfurt) ist ein deutscher Sänger und Produzent. Er war auch unter dem Pseudonym Vincent Promo aktiv.

## Biografie
Bernie Paul begann in den 1960er Jahren als Saxophonist in der Combo Seven Up. 1973 wurde er Mitglied der Gruppe Family Child. 1978 erhielt er einen Plattenvertrag bei Ariola, und sein erster Hit Lucky erreichte 1978 Platz 6 der deutschen Singlecharts und der österreichischen Hitparade. Im selben Jahr erschien auch eine deutsche Coverversion von Roy Black. In Dreams kam im Februar 1981 auf Rang 18 in Deutschland.
Seinen größten Hit hatte Paul im Juni 1981 mit dem Discofox-Titel Oh No No, welcher den zweiten Platz der deutschen Hitparade erreichte. Wencke Myhre sang kurze Zeit später die deutsche Version Oh No No – Du bist nicht mein Typ, das weiß ich genau…. Weitere internationale Versionen gab es von Sacha Distel und dem finnischen Sänger Kirka.
Paul konnte auch als Songwriter und  Produzent Erfolge verzeichnen. Er schrieb It’s a Real Good Feeling für Peter Kent und produzierte die Single Weil i di mog der Gruppe Relax. Aus seiner Feder stammt das Lied Sail Away für eine Beck’s-Werbung sowie das Stück Mitten ins Herz aus der RTL-Fernsehserie Gute Zeiten, schlechte Zeiten. 1990 wurde sein Lied You for Me and Me for You zur Titelmelodie der RTL-Wimbledon-Übertragungen. 2002 erschien Pauls erstes deutschsprachiges Album Einfach Relaxed.

## Diskografie

### Alben
- 1979: All or Nothing
- 1981: It’s a Wild Life
- 1985: Alright Good Times
- 1987: Lucky
- 1989: Moments in Love – Welterfolge der Popmusik (mit Bo Andersen)
- 1990: Carry On (mit Bo Andersen)
- 1997: Lucky
- 2002: Einfach Relaxed

### Kompilationen
- 1996: Gold
- 1997: The Best Of
- 1997: Lucky

### Singles
- 1978: Lucky
- 1978: Slip Away Susie
- 1979: Everybody’s Rockin’
- 1979: All or Nothing
- 1980: In Dreams
- 1980: Leaving You Is Easier (mit Suzanne Klee)
- 1980: Angie
- 1981: Oh No No
- 1981: Night After Night
- 1982: Be Cool (Someone Like You)
- 1982: Caroline
- 1983: Leavin’ You Is Easier
- 1983: Lady Dynamite
- 1984: When the Night Has Come
- 1985: Attenzione! Go Go Radio
- 1985: Alright Goodtimes
- 1986: Your Perfume’s in the Air
- 1987: Our Love Is Alive (mit Bo Andersen)
- 1988: Hold me in your Arms (mit Bo Andersen)
- 1988: Halt mi einfach fest (mit Sandrina Löscher)
- 1988: Koane wie du (als Lucky)
- 1989: Reach Out for the Stars (mit Bo Andersen)
- 1990: You for Me and Me for You (mit Timothy Touchton)
- 2002: Oh, i woas net

## Filmografie
- 1979: Sunnyboy und Sugarbaby
- 1980: Heiße Kartoffeln
- 1982: Im Dschungel ist der Teufel los
- 1983: Laß das – ich haß’ das
- 1984: Mama Mia – Nur keine Panik
- 1986: Teufels Großmutter (Fernsehserie, 12 Folgen)
- 1992: Ein Fall für TKKG: Drachenauge
- 1992: Gute Zeiten, schlechte Zeiten